# アルベルト・プーチ
アルベルト・プーチ・デ・ラ・ローサ（Alberto Puig de la Rosa、1967年1月16日 - ）は、スペイン・バルセロナ出身の元モーターサイクル・ロードレースライダー。

## 経歴

### 現役時代
1987年に、スペインのコンストラクターズ・マシンであるJ.J.コバスを駆り、ロードレース世界選手権250ccクラスにデビュー。1992年にはアプリリアを駆って初表彰台を獲得し、シリーズランキング6位に入った。翌1993年にはシト・ポンスのチームでホンダを駆り、シリーズ9位の成績を残した。
1994年には同じくホンダ・ポンス・チームから最高峰500ccクラスにデビューを果たし、NSR500を駆って第6戦ホッケンハイムでは3位表彰台を獲得、年間ランキングでは5位に入る活躍を見せる。結局この年がプーチにとってのベストシーズンとなった。
2年目の1995年には第4戦母国スペインGP(ヘレス)で初優勝を遂げた。その後もコンスタントに上位での完走を続け、躍進が期待されたが、第8戦ル・マンで左足に重傷を負ってしまい、シリーズ残りのラウンドの欠場を余儀なくされた。
1996年開幕戦からレースに復帰し、同郷のカルロス・チェカをチームメイトにシリーズを戦ったが、怪我の影響が残って思うような結果が残せず、結局プーチは1997年の最終戦をもって現役を引退した。

### 引退後
引退後は後進のライダーの育成に熱心に取り組んでいる。2001年にはスペイン国内のロードレース選手権にケーシー・ストーナーを参戦させ、ランキング2位を獲得したストーナーをルーチョ・チェッキネロに推薦し、翌2002年のGPデビューに導いている。
同じく2001年にはロードレース世界選手権125ccクラスのチーム「テレフォニカ・モビスター・ジュニア・ホンダ」のチーム監督としての活動を開始し、2003年にはダニ・ペドロサが125ccクラスのチャンピオンを獲得した。また同年より250ccクラスにも参戦を開始し、翌2004年からは250ccクラスのみに集中、2004年・2005年とペドロサが同クラス連覇を果たした。また2004年から始まったホンダの若手日本人ライダー育成制度「Honda Racingスカラーシップ」の受け皿となり、第1期ライダーの青山博一のデビューチームとなった。
チームは2006年よりタイトルスポンサーがレプソルに変更になり、MotoGPクラスと同じ「レプソル・ホンダ」となった。同年にはホンダスカラーシップの第3期生、青山周平が同チームからデビューを果たしている。チームは2007年シーズンをもって250ccクラスでの活動を終えた。2006年にペドロサがMotoGPクラスにステップアップして以降、プーチはレプソル・ホンダでペドロサ担当のスポーツ・ディレクターとして活動している。
また2005年からはDORNAと共同で「MotoGPアカデミー」を運営し、ブラッドリー・スミス、スコット・レディング、中上貴晶、ジョナス・フォルガーら、若い才能の発掘に寄与している。
2018年1月、ホンダ・レーシング（HRC）がプーチをレプソル・ホンダのチームマネージャーに起用することを発表した。

## ロードレース世界選手権 戦績
| シーズン | クラス | バイク     | 出走 | 優勝 | 表彰台 | PP | FL | ポイント | シリーズ順位 |
| -------- | ------ | ---------- | ---- | ---- | ------ | -- | -- | -------- | ------------ |
| 1987年   | 250cc  | J.J.コバス | 5    | 0    | 0      | 0  | 0  | 0        | -            |
| 1988年   | 250cc  | ホンダ     | 8    | 0    | 0      | 0  | 0  | 10       | 30位         |
| 1989年   | 250cc  | ヤマハ     | 15   | 0    | 0      | 0  | 0  | 18       | 23位         |
| 1990年   | 250cc  | ヤマハ     | 8    | 0    | 0      | 0  | 0  | 32       | 16位         |
| 1991年   | 250cc  | ホンダ     | 12   | 0    | 0      | 0  | 0  | 28       | 16位         |
| 1992年   | 250cc  | アプリリア | 13   | 0    | 2      | 0  | 0  | 71       | 6位          |
| 1993年   | 250cc  | ホンダ     | 14   | 0    | 2      | 0  | 0  | 106      | 9位          |
| 1994年   | 500cc  | ホンダ     | 14   | 0    | 1      | 0  | 0  | 152      | 5位          |
| 1995年   | 500cc  | ホンダ     | 7    | 1    | 3      | 0  | 0  | 99       | 8位          |
| 1996年   | 500cc  | ホンダ     | 14   | 0    | 1      | 0  | 0  | 93       | 11位         |
| 1997年   | 500cc  | ホンダ     | 15   | 0    | 0      | 0  | 0  | 63       | 12位         |
| 合計     |        |            | 125  | 1    | 9      | 0  | 1  | 672      |              |